# Piptostigma
Piptostigma é um género botânico pertencente à família Annonaceae.
1. ↑  «Piptostigma — World Flora Online». www.worldfloraonline.org. Consultado em 19 de agosto de 2020